# Acquis expérientiels
Au Québec, on désigne  habituellement par Acquis expérientiels la somme des connaissances et des compétences acquises par une personne à l'extérieur des systèmes éducatifs et de formation professionnelle, le plus souvent dans le milieu du travail ou dans des activités extra-professionnelles.